# Samuel Gaßner
Samuel Gaßner (* 25. Mai 2001 in Linz) ist ein österreichischer Judoka und österreichischer Judo-Staatsmeister.

## Biografie
Im Juli 2021 begann er die Grundausbildung beim Österreichischen Bundesheer. Laut eigener Aussage, ist Gaßner, Sohn eines ägyptischen Vaters.
Gaßner gewann das European Open in Warschau im Februar 2024.

### Olympische Spiele 2024
In der Qualifikationsperiode für die Olympischen Spiele 2024 konnte Gaßner 712 Punkte im IJF Olympia Ranking sammeln. Er nahm an den Spielen sowohl in der Gewichtsklasse -73 kg als auch im Mixed-Team (zusammen mit Katharina Tanzer, Lubjana Piovesana, Michaela Polleres, Wachid Borchashvili und Aaron Fara) teil. Im Einzelbewerb musste er sich nach einem Sieg gegen Hasan Bayan (SYR), Akil Gjakova (KOS), geschlagen geben. Die erste Begegnung im Mixed-Team-Bewerb verlor Gaßner mit Österreich gegen Deutschland mit 1:4 und belegte den neunten Platz.
Für seine Teilnahme bei den Olympischen Spielen wurde ihm vom Österreichischen Judoverband der Nidan verliehen.
Im September 2024 wurde bekannt, dass Gaßner Teil des Zollsportkader ist.

## Mannschaftsmeisterschaften
Mit dem Verein UJZ Mühlviertel gewann er im Jahr 2023 und 2024 den zweiten Platz in der 1. Judo-Bundesliga.